# Preti di San Basilio
I Preti di San Basilio (in latino Congregatio a Sancto Basilio, in inglese The Congregation of St. Basil) sono un istituto religioso maschile di diritto pontificio: i membri di questa congregazione clericale pospongono al loro nome la sigla C.S.B.

## Storia

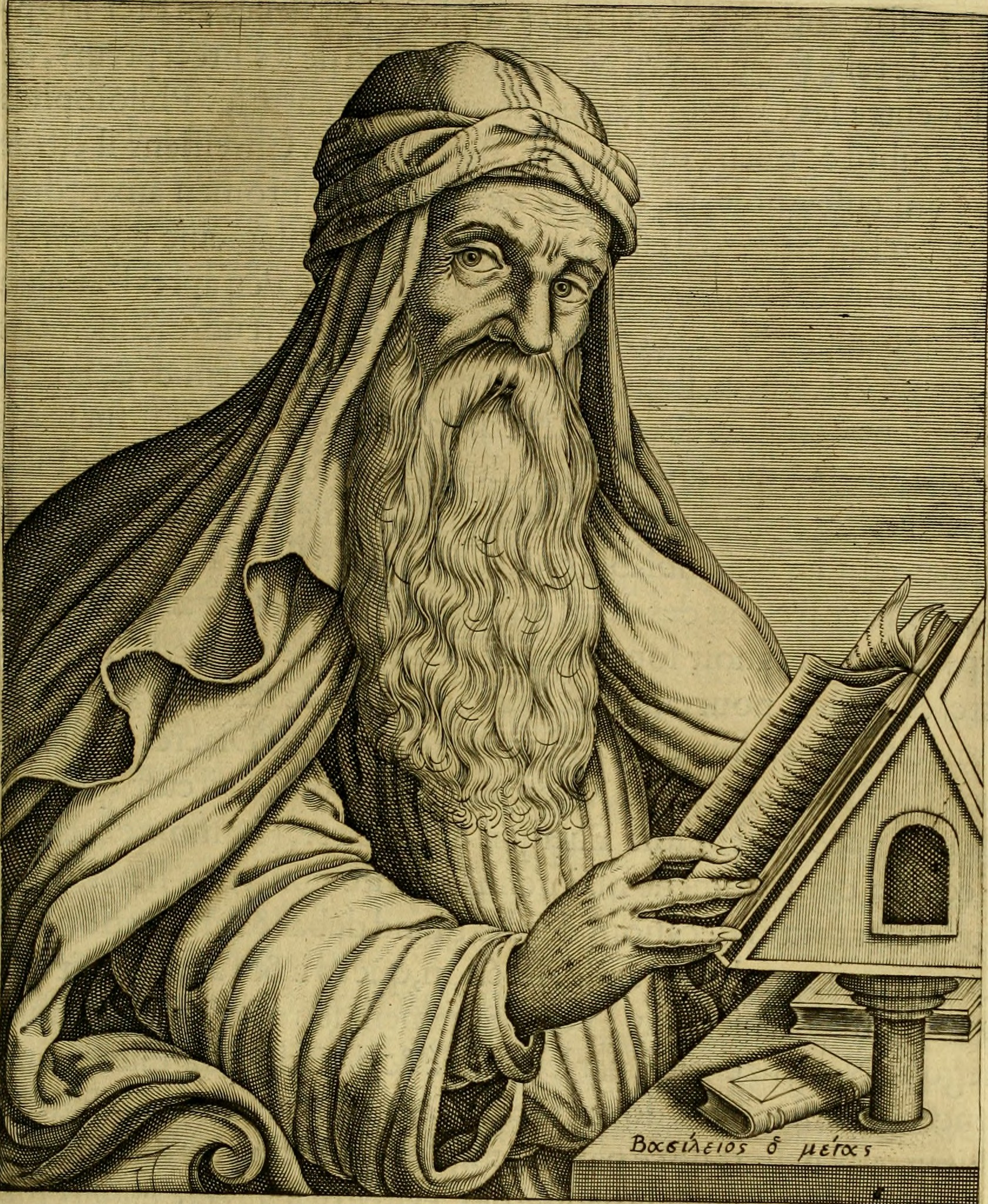
San Basilio, di André Thevet

La congregazione venne fondata da Joseph Bouvier Lapierre (1757-1838): parroco di Saint-Symphorien-de-Mahun, in diocesi di Viviers, nel 1798 iniziò a dedicarsi all'insegnamento e nel 1800 aprì un seminario minore e un collegio; nel 1802, dopo il concordato tra Napoleone Bonaparte e papa Pio VII, l'opera venne trasferita a Annonay.
Per garantire la continuità al lavoro svolto nel collegio, con il consenso di Claude de La Brunière (vescovo di Mende e amministratore di Viviers), il 21 novembre 1822 Lapierre e nove compagni insegnanti diedero inizio a una nuova congregazione religiosa intitolata a san Basilio, titolare della parrocchia in cui si trovava il seminario.
Nel 1852 i Preti di San Basilio aprirono una scuola anche a Toronto, da dove i religiosi si diffusero in numerose località del Canada e degli Stati Uniti. Dopo le leggi anticongregazioniste francesi del 1903 la sede principale dell'istituto venne trasferita in America e i preti si divisero in due rami autonomi: uno canadese, con sede a Toronto, e uno francese con sede a Viviers (le due branche si riunirono nel 1955).
L'istituto ottenne il pontificio decreto di lode da papa Gregorio XVI il 15 settembre 1837; venne approvato definitivamente dalla Santa Sede il 18 settembre 1863 e le sue costituzioni nel 1913.

## Attività e diffusione
I preti di San Basilio si dedicano principalmente all'istruzione della gioventù, al ministero parrocchiale e all'apostolato missionario.
Sono presenti in Canada, Stati Uniti d'America, Messico e Colombia: la sede generalizia è a Toronto, in Canada.
Alla fine del 2005 l'istituto contava 42 case e 288 religiosi, 276 dei quali sacerdoti.